# Rafaela von Bredow
Rafaela Helene Gräfin von Bredow (* 18. Mai 1967 in Saarbrücken) ist eine deutsche Journalistin und Autorin. 

## Leben
Sie besuchte nach ihrem Biologiestudium in Berlin die Henri-Nannen-Schule in Hamburg, arbeitete anschließend bei GEO und ging 1998 zum Nachrichtenmagazin Der Spiegel: zunächst für drei Jahre als US-Wirtschafts- und  Wissenschaftskorrespondentin nach San Francisco, dann als Wissenschaftsredakteurin in Berlin. Ab 2008 war sie stellvertretende Leiterin des Ressorts Deutsche Politik in Hamburg und 2009 wurde sie stellvertretende Leiterin des Deutschlandressorts. Gemeinsam mit Jochen Leffers entwickelte sie das Magazin Spiegel Job, dessen erste Ausgabe im April 2013 erschien. Ab Juni 2013 leitete sie gemeinsam mit Olaf Stampf das Wissenschaftsressort und seit Mai 2020 ist sie Autorin des Wissenschaftsressorts.

## Auszeichnungen
Für ihre Titelgeschichte in GEO über Homöopathie wurde Bredow mit dem Carl-Sagan-Journalistenpreis des deutschen Chapters der Skeptics Society ausgezeichnet, der GWUP. Den Europa-Preis der International Union for Conservation of Nature and Natural Resources („Internationale Union für die Bewahrung der Natur und natürlicher Ressourcen“, Abk. IUCN) gewann sie gemeinsam mit den Spiegel-Redakteuren Philip Bethge und Christian Schwägerl für herausragende Umweltberichterstattung. Für den Spiegel-Titel über Wege zu einem würdevollen Sterben (Zu blau der Himmel. In: Der Spiegel. Nr. 22, 2012, S. 110–120 (online – 26. Mai 2012).), den sie mit Annette Bruhns, Manfred Dworschak, Laura Höflinger, Anna Kistner und Conny Neumann zusammen schrieb, erhielt sie den Richard-von-Weizsäcker-Journalistenpreis 2012.

## Veröffentlichungen
- Das gewollte Klischee – der Mythos vom großen Unterschied zwischen Mann und Frau. In: Hirnforschung für Neu(ro)gierige: Braintertainment 2.0. S. 60 ff.
- Liebe lieber unvollkommen. In: Der Spiegel. Nr. 14, 2011, S. 126–235 (online – 23. Dezember 2011).
- Das gleiche Geschlecht. In: Der Spiegel. Nr. 6, 2007, S. 142–149 (online – 5. Februar 2007).
- Zu blau der Himmel. In: Der Spiegel. Nr. 22, 2012, S. 110–120 (online – 26. Mai 2012). Mit Annette Bruhns, Manfred Dworschak, Laura Höflinger, Anna Kistner und Conny Neumann.
- Die neue Schlechtschreibung. In: Der Spiegel. Nr. 25, 2013, S. 96–104 (online – 17. Juni 2013). Mit Veronika Hackenbroch.
- Immer jauchzend, nie betrübt. In: Der Spiegel. Nr. 33, 2014, S. 111–118 (online – 11. August 2014). Mit Philip Bethge und Laura Höflinger.
- Erleuchtung durch die Gurke. In: Der Spiegel. Nr. 47, 2006, S. 186–188 (online – 20. November 2006).